# Prins Hatt under jorden (1980)
Prins Hatt under jorden är en svensk film från 1980 i regi av Ninne Olsson, Peter Hald och med manus av Olsson. I roller ses bland andra Per Eggers, Jan Lindell och Eva Remaeus.

## Om filmen
Inspelningen ägde rum under 33 dagar under maj-juni 1979 på Österlen i Skåne med Hans Iveberg och Göran Lindström som producenter. Filmen baserades på folksagan Prins Hatt under jorden och filmades med Jörgen Persson som fotograf. Filmen klipptes av Birgitta Svensson och premiärvisades den 14 februari 1980 på biografen Grand i Simrishamn.

## Handling
Den yngsta prinsessan är kungens älsklingsdotter och när hon vill ha de tre sjungande löven så gör han allt för att hon ska få det. De ägs av prins Hatt under jorden och för att få löven lovar han att skänka prins Hatt den första levande varelse han möter när han kommit hem.
Den första han ser blir hans älsklingsdotter och han håller sitt löfte. Prinsessan flyttar ner under jorden med prins Hatt och de får barn tillsammans. De är lyckliga men en sak får hon aldrig göra: se hans ansikte. Prinsessan trotsar förbudet...

## Rollista
- Per Eggers – berättaren
- Jan Lindell – kungen
- Eva Remaeus – prinsessan
- Anna Granhammar – syster
- Ulla Fresk – syster
- Hans Iveberg – drängen
- Anders Granström – prinsen
- Elisabet Befrits – styvmodern
- Lina Fänge – barn
- Johanna Lindell – barn
- Matilda Hald – barn
- Eva Jönsson – prinsens äldsta syster
- Birgit Eggers – trollpacka
- Else-Marie Brandt – trollpacka
- Barbro Bord – trollpacka
- Paula Brandt – häxan
- Kersti Olin – styvdottern
- Boel Höjeberg	– medlem av häxans personal
- Adam Larsson – medlem av häxans personal
- Annalena Maurin – medlem av häxans personal
- Niklas Roman – medlem av häxans personal
- Gull Sonnsjö – medlem av häxans personal
- Tarzan Wågstam – medlem av häxans personal
- Benjamin Öfwerberg – medlem av häxans personal
- Henric Holmberg – violinist
- Jonas Holmberg – den goda häxans barn
- Helsingborgs Simsällskap, träningsgrupp 2
- Simrishamns kyrkokör
- Garderobsteatern

### Fotnoter
1. 1 2 3 4  ”Prins Hatt under jorden”. Svensk Filmdatabas. http://sfi.se/sv/svensk-filmdatabas/Item/?itemid=7718&type=MOVIE&iv=Basic&ref=/templates/SwedishFilmSearchResult.aspx?id%3d1225%26epslanguage%3dsv%26searchword%3dprins+hatt+under+jorden%26type%3dMovieTitle%26match%3dBegin%26page%3d1%26prom%3dFalse. Läst 14 maj 2013.